# 馬舍湖
61°37′0″N 34°16′0″E / 61.61667°N 34.26667°E

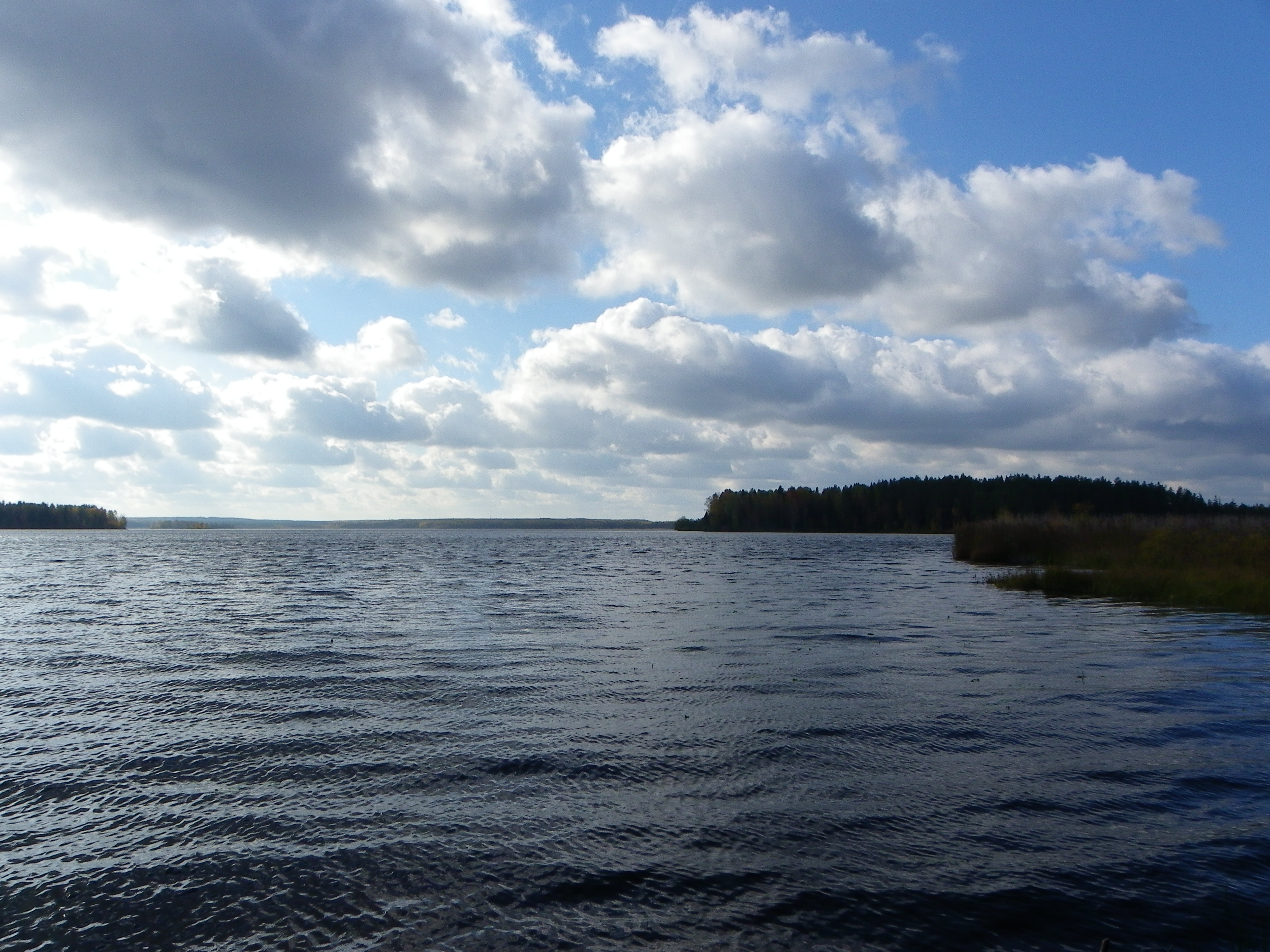

馬舍湖（俄语：Машезеро），是俄羅斯的湖泊，位於該國西北部，由卡累利阿共和國負責管轄，長3.9公里、寬3.1公里，海拔高度184.6米，湖岸線長度12.5公里，集水區面積60.9平方公里，平均水深3.2米，最大水深5.9米。